# Limbochromis
Limbochromis is een monotypisch geslacht van straalvinnige vissen uit de familie van cichliden (Cichlidae).

## Soort
- Limbochromis robertsi (Thys van den Audenaerde & Loiselle, 1971)